# Ак-Суу (Джалал-Абадская область)
Ак-Суу (кирг. Ак-Суу) — село Аксыйского района, Джалал-Абадской области Кыргызстана. Административный центр Ак-Сууского аильного округа.
Находится примерно в 492 км от областного центра г. Джалал-Абад.
Расположено на высоте 944 м над уровнем моря.

## Население
По состоянию на начало 2021 года население составляло 3 210 жителей (в 2009 году было 2 884 чел.).

## История
Основано в 1930 году.
До 1990 года входило в состав Ошской области.